# Hexatoma kelloggi
Hexatoma kelloggi är en tvåvingeart som först beskrevs av Alexander 1932.  Hexatoma kelloggi ingår i släktet Hexatoma och familjen småharkrankar. Inga underarter finns listade i Catalogue of Life.